# 萨亚隆加
萨亚隆加，是西班牙安达卢西亚自治区马拉加省的一个市镇。 总面积18平方公里，总人口1274人（2001年），人口密度71人/平方公里。